# Philadelphia Phillies
Philadelphia Phillies är en professionell basebollklubb i Philadelphia i Pennsylvania i USA som spelar i National League, en av de två ligorna i Major League Baseball (MLB). Klubbens hemmaarena är Citizens Bank Park.

## Historia
Klubben grundades 1883 under namnet Philadelphia Quakers och har hela tiden spelat i National League. Redan 1884 började man även använda smeknamnet Philadelphias, vilket ofta förkortades till Phillies. Philadelphia Phillies blev det officiella namnet 1890.
Phillies har vunnit två World Series-titlar, 1980 och 2008. Phillies var länge Philadelphias andra klubb bakom populära Philadelpia Athletics (numera Oakland Athletics) i American League, som hade fem World Series-titlar innan den klubben 1955 flyttade till Kansas City i Missouri. Numera är Phillies mycket populära i Philadelphia.

## Hemmaarena
Hemmaarena är Citizens Bank Park, invigd 2004. Dessförinnan spelade man bland annat i Veterans Stadium (1971–2003), Connie Mack Stadium (1938–1970) och Baker Bowl (1887–1938).

## Spelartrupp

### Aktiva
| Nr | Land                    | Pos | Namn                 |
| -- | ----------------------- | --- | -------------------- |
| 23 | USA                     | P   | Corey Knebel         |
| 27 | USA                     | P   | Aaron Nola           |
| 30 | USA                     | P   | David Robertson      |
| 43 | USA                     | P   | Noah Syndergaard     |
| 44 | USA                     | P   | Kyle Gibson          |
| 45 | USA                     | P   | Zack Wheeler         |
| 46 | Venezuela               | P   | José Alvarado        |
| 52 | USA                     | P   | Brad Hand            |
| 55 | Venezuela               | P   | Ranger Suárez        |
| 57 | USA                     | P   | Nick Nelson          |
| 58 | Dominikanska republiken | P   | Seranthony Domínguez |
| 64 | USA                     | P   | Andrew Bellatti      |
| 75 | USA                     | P   | Connor Brogdon       |

| Nr | Land                    | Pos | Namn             |
| -- | ----------------------- | --- | ---------------- |
| 10 | USA                     | C   | J.T. Realmuto    |
| 21 | USA                     | C   | Garrett Stubbs   |
| 2  | Dominikanska republiken | INF | Jean Segura      |
| 5  | USA                     | INF | Bryson Stott     |
| 17 | USA                     | INF | Rhys Hoskins     |
| 25 | USA                     | INF | Darick Hall      |
| 28 | USA                     | INF | Alec Bohm        |
| 29 | USA                     | INF | Nick Maton       |
| 33 | Panama                  | INF | Edmundo Sosa     |
| 8  | USA                     | OF  | Nick Castellanos |
| 12 | USA                     | OF  | Kyle Schwarber   |
| 16 | USA                     | OF  | Brandon Marsh    |
| 19 | USA                     | OF  | Matt Vierling    |

### Skadade
| Nr | Land | Pos | Namn        |
| -- | ---- | --- | ----------- |
| 51 | USA  | P   | Hans Crouse |
| 54 | USA  | P   | Sam Coonrod |
| 56 | USA  | P   | Zach Eflin  |

| Nr | Land | Pos | Namn           |
| -- | ---- | --- | -------------- |
| 68 | USA  | P   | Damon Jones    |
| 82 | USA  | P   | James McArthur |
| 3  | USA  | OF  | Bryce Harper   |

## Fotogalleri

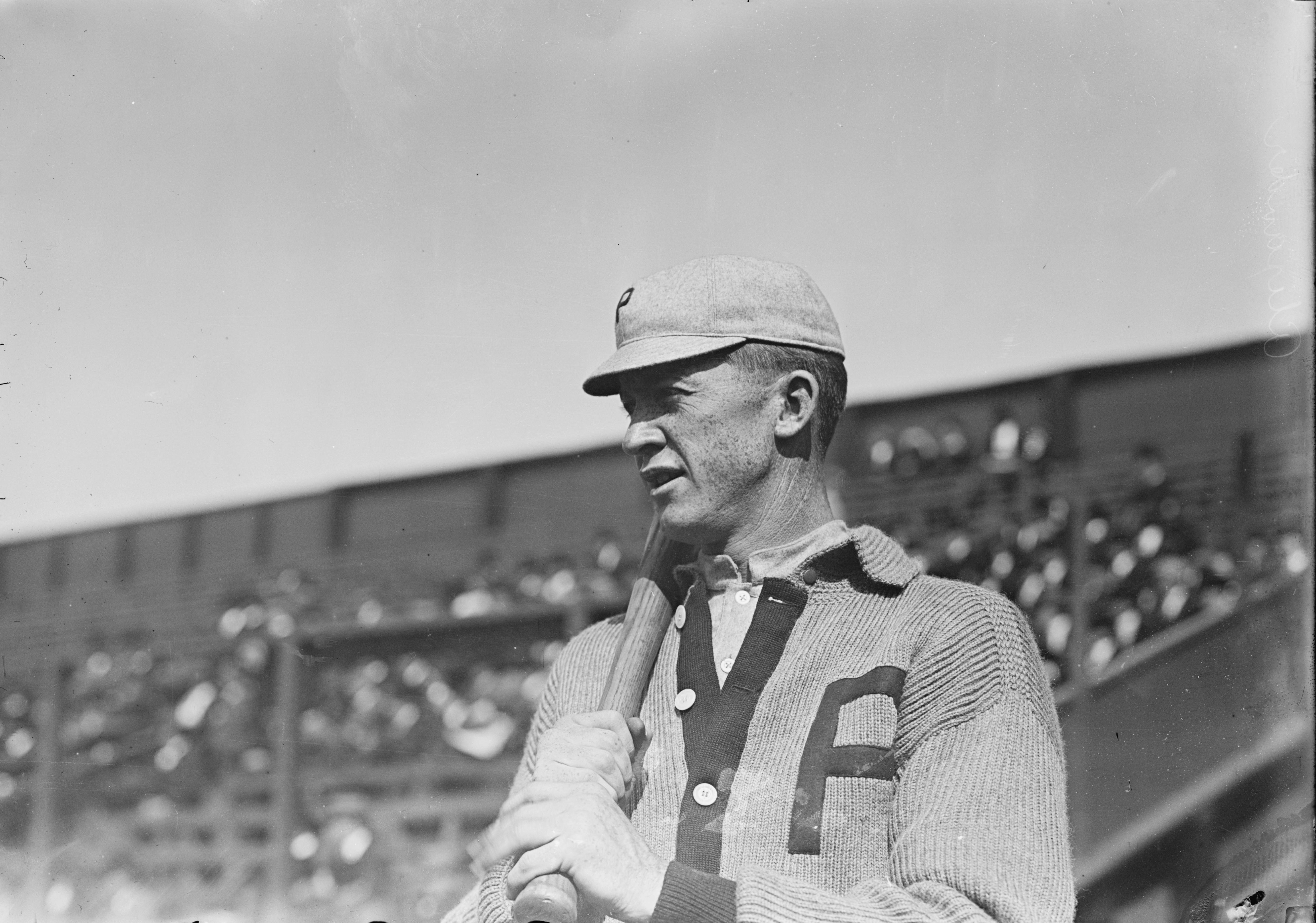
Grover Cleveland Alexander.
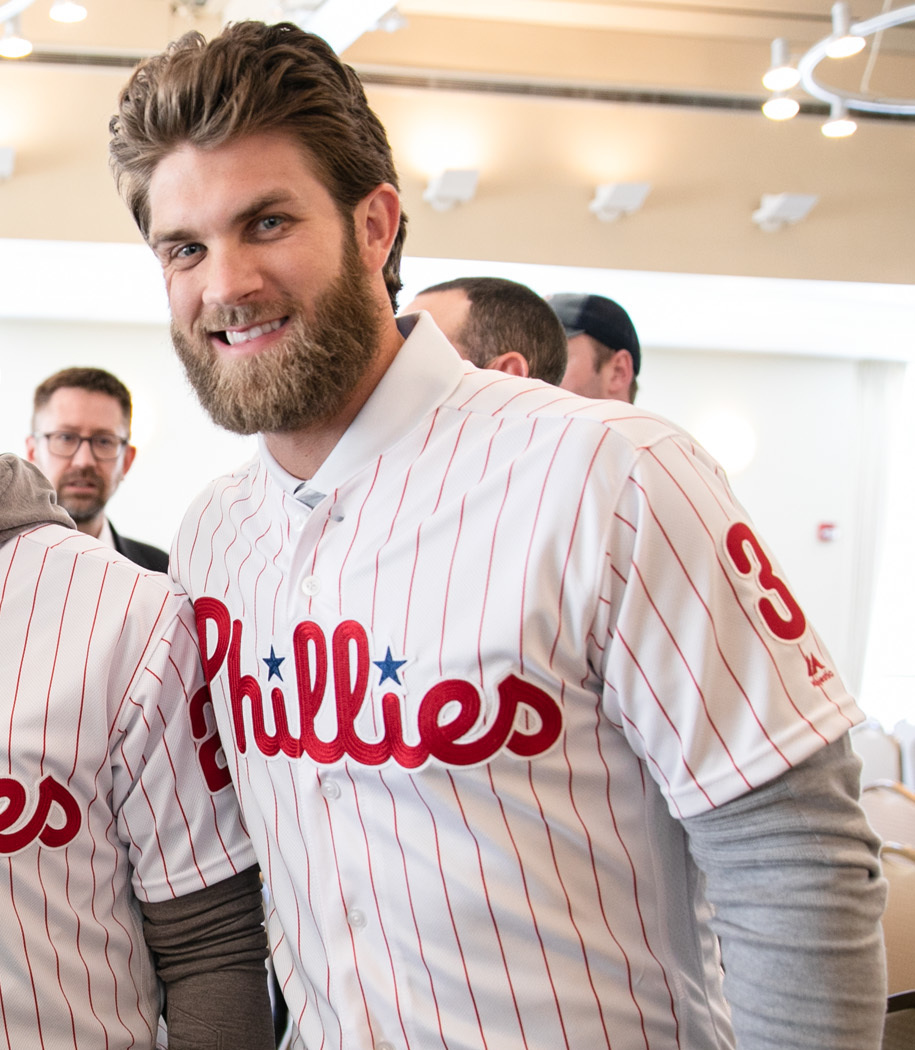
Bryce Harper.
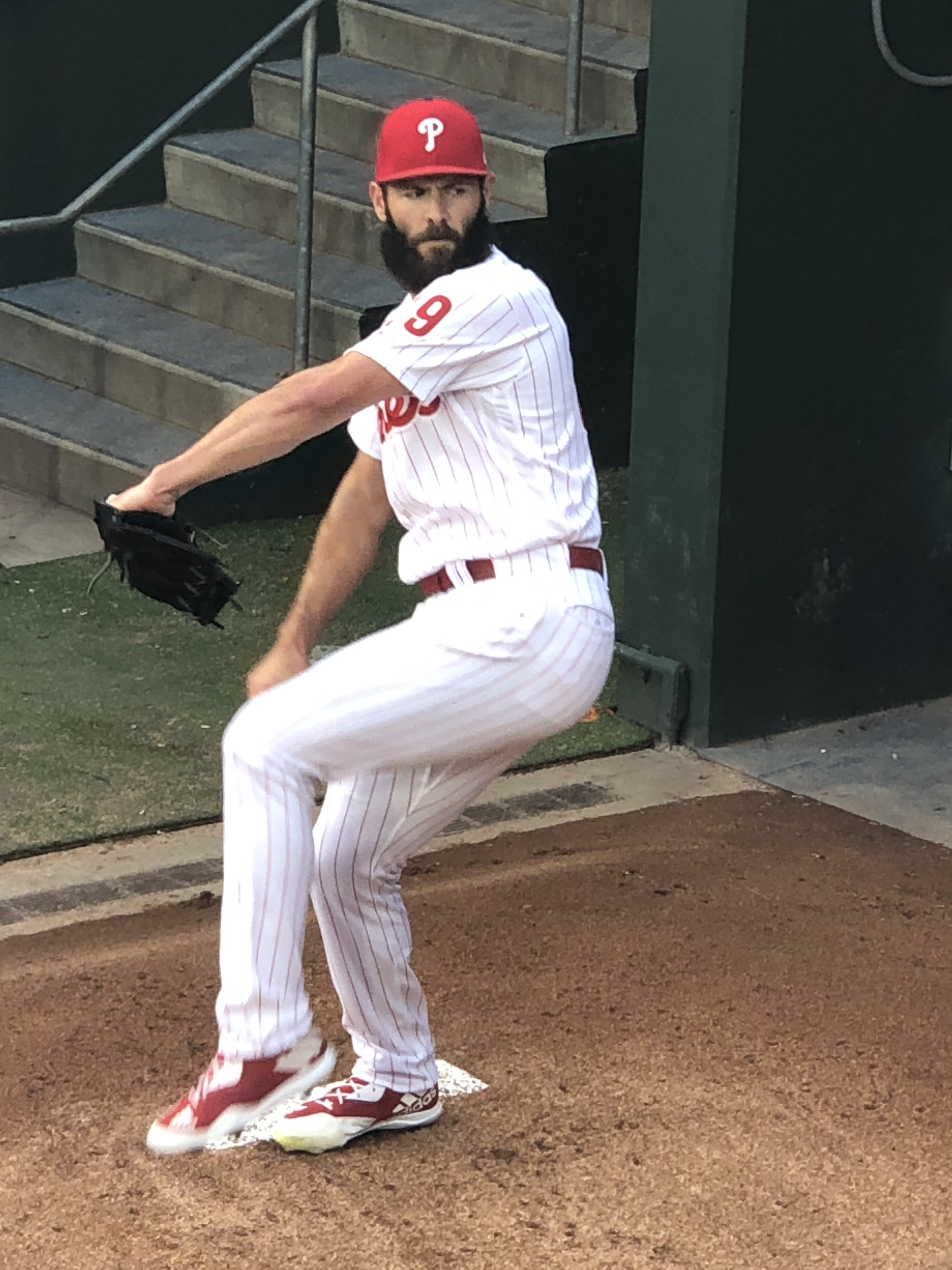
Jake Arrieta.